# Spezialbaukombinat Wasserbau
Der VEB Spezialbaukombinat Wasserbau Weimar (SBK Wasserbau) war ein Kombinat in der Deutschen Demokratischen Republik. Die Kombinatsleitung saß in der damaligen Leninstraße 8/10.
Die Kombinatsbetriebe waren verantwortlich für Bauprojektierung und -ausführung im Bereich des Wasserbaus. Gebaut wurde im Rahmen von Wasserbauprojekten an Flüssen, Kanälen und Talsperren sowie für den Küstenschutz.
Das Kombinat unterstand dem Ministerium für Bauwesen. Weitere zentral geleitete Kombinate im Zuständigkeitsbereich dieses Ministeriums sind in der Liste von Kombinaten der DDR aufgeführt.
Im Zuge der Wende und der anschließenden Wiedervereinigung wurde das Kombinat 1990 aufgelöst, und seine Betriebe wurden privatisiert. Der Kombinatsbetrieb VEB Speicherbau Oberharz Blankenburg wurde erfolgreich zur Umwelttechnik & Wasserbau GmbH privatisiert, die im Geschäftsjahr 2022 einen Umsatz in Höhe von 116 Millionen Euro erwirtschaftete.

## Zugehörige Betriebe
Zum Kombinat gehörten zuletzt die folgenden Betriebe:
- VEB Talsperrenbau und Hydroprojekt Weimar; (Stammbetrieb)
- VEB Baugrund Berlin
- VEB Ingenieurerdbau Eberswalde
- VEB Ingenieurgesellschaft Wasser- und Tiefbau Weimar
- VEB Keulahütte Krauschwitz
- VEB Speicherbau Oberharz Blankenburg
- VEB Wasserbau Berlin
- VEB Wasserbau Dresden